# Forbidden (1932)
Forbidden is een Amerikaanse dramafilm uit 1932 onder regie van Frank Capra. De film werd destijds in Nederland uitgebracht onder de titel Verboden liefde.

## Verhaal
Lulu Smith maakt een bootreis naar Cuba. Onderweg krijgt ze een relatie met Bob Grover. Terug thuis vertelt hij haar dat hij al getrouwd is. Lulu is inmiddels zwanger, maar ze verzwijgt het kind voor Bob en ze gaan uit elkaar. Wanneer Bob later ontdekt dat hij een buitenechtelijk kind heeft, adopteert hij het zonder dat zijn vrouw er iets van weet. Bob is echter een politicus en de pers krijgt al snel lucht van het verhaal.

## Rolverdeling
| Acteur           | Personage |
| ---------------- | --------- |
| Barbara Stanwyck | Lulu      |
| Adolphe Menjou   | Bob       |
| Ralph Bellamy    | Holland   |
| Dorothy Peterson | Helen     |